# Cis marquesanus
Cis marquesanus es una especie de coleóptero de la familia Ciidae.

## Distribución geográfica
Habita en las islas Marquesas.